# The Loves of Carmen (film, 1927)
Cet article concerne le film de Raoul Walsh. Pour le film de Charles Vidor, voir Les Amours de Carmen "The Loves of Carmen".
Pour plus de détails, voir Fiche technique et Distribution.
The Loves of Carmen est un film américain muet réalisé par Raoul Walsh, sorti en 1927.

## Synopsis
Carmen, une cigarière, est courtisée par Escamillo, le torero, mais séduit José, un soldat, qui l'aidera à sortir de prison et la suivra dans le camp des bohémiens. Fatiguée de cet amoureux, Carmen revient à Escamillo, mais José, fou d'amour, la tuera près de l'arène où Escamillo est en train d'être acclamé.

## Fiche technique
- Titre original : The Loves of Carmen
- Réalisation : Raoul Walsh
- Scénario : Gertrude Orr, d'après la nouvelle de Prosper Mérimée
- Intertitres : Katharine Hilliker et H.H. Caldwell
- Photographie : Lucien Andriot et John Marta
- Montage : Katharine Hilliker et H.H. Caldwell
- Production : William Fox
- Société de production : Fox Film Corporation
- Société de distribution : Fox Film Corporation
- Pays de production :  États-Unis
- Langue originale : anglais
- Format : noir et blanc (teinté en couleurs) — 35 mm — 1,37:1 — Film muet
- Genre : drame
- Durée : 90 minutes
- Date de sortie :
  - États-Unis : 4 septembre 1927

## Distribution
- Dolores Del Rio : Carmen
- Don Alvarado : Don José
- Victor McLaglen : Escamillo
- Nancy Nash : Michaela
- Rafael Valverde : Miguel
- Mathilde Comont : Emilia
- Jack Baston : Morales
- Carmen Costello : Teresa
- Fred Kohler : le chef des bohémiens